# Paul Tyler, Baron Tyler

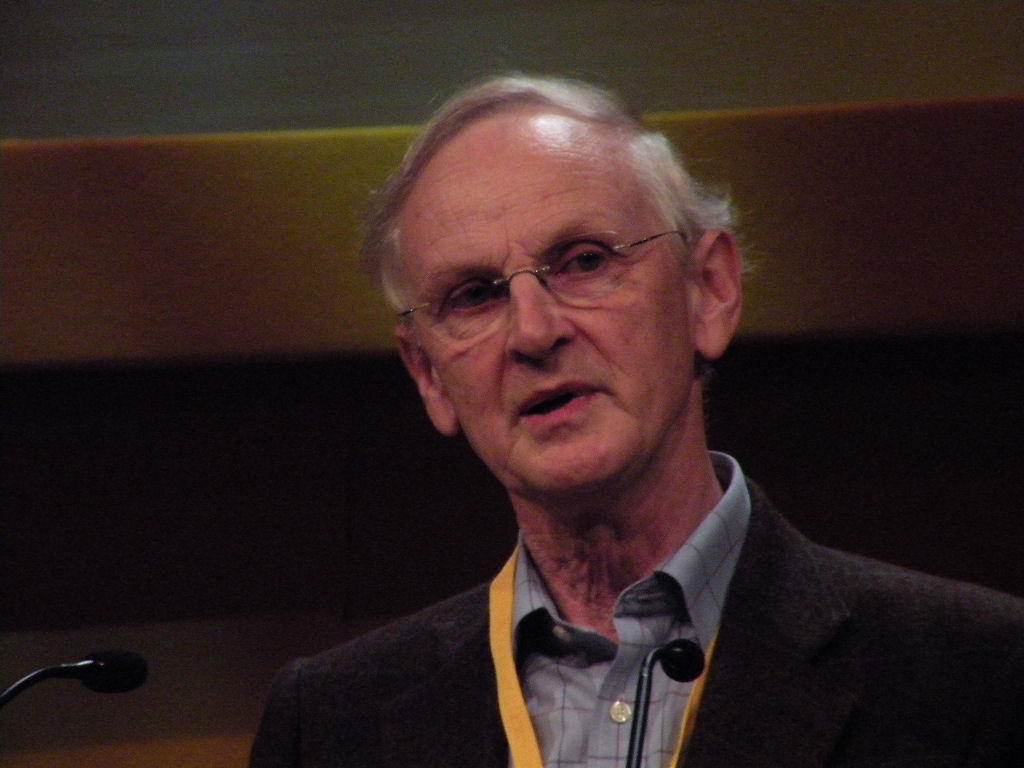
Paul Tyler, Baron Tyler (2011)

Paul Archer Tyler, Baron Tyler CBE DL (* 29. Oktober 1941) ist ein britischer Politiker der Liberal Party und nunmehr der Liberal Democrats, der sowohl mehrere Jahre Abgeordneter des House of Commons war als auch seit 2005 als Life Peer Mitglied des House of Lords ist.

## Leben

### Kommunalpolitiker und Unterhausabgeordneter
Mitte der 1960er Jahre begann Tyler seine politische Laufbahn in der Kommunalpolitik und war zwischen 1964 und 1970 Mitglied des Rates der Grafschaft Devon und war während dieser Zeit von 1965 bis 1970 zugleich Mitglied der Polizeiverwaltung für Devon und Cornwall sowie zeitgleich Vize-Vorsitzender des Komitees für den Dartmoor National Park.
Bei den Unterhauswahlen am 31. März 1966 kandidierte Tyler erstmals ohne Erfolg für ein Mandat im Unterhaus, und zwar für die Liberal Party im Wahlkreis Totnes. Nachdem er bei den Unterhauswahlen am 18. Juni 1970 im Wahlkreis Bodmin erneut erfolglos kandidierte, wurde er bei den Unterhauswahlen am 28. Februar 1974 im Wahlkreis Bodmin zum Mitglied des Unterhauses gewählt, verlor dieses Mandat allerdings wieder bei den Wahlen vom 10. Oktober 1974. Im Anschluss war Tyler von 1974 bis 1981 Vorsitzender des Rates für den Schutz der ländlichen Arbeiterpartei Englands für die Zukunft der Dörfer.
Im Wahlkreis Bodmin kandidierte er bei den Unterhauswahlen am 3. Mai 1979 erneut ohne Erfolg für einen Wiedereinzug in das House of Commons, ebenso wie bei einer Nachwahl (By-election) 1982 im Wahlkreis Beaconsfield. Zu dieser Zeit war Tyler zwischen 1981 und 1982 Vorsitzender der Liberal Party in Devon und Cornwall und danach von 1983 bis 1986 Mitglied des Nationalen Exekutivkomitees der Liberal Party. In dieser Funktion war er des Weiteren Wahlkampfberater des Vorsitzenden der Liberalen, David Steel, für die Unterhauswahlen 1983 und 1987.
Schließlich wurde Tyler für die 1988 gegründeten Liberal Democrats bei den Unterhauswahlen am 9. April 1992 wieder zum Abgeordneten in das House of Commons gewählt und vertrat in diesem bis zum 5. Mai 2005 den Wahlkreis Cornwall North.
Während seiner langjährigen Mitgliedschaft im Unterhaus war Tyler zwischen 1992 und 1994 zunächst Sprecher der Fraktion der Liberal Democrats für Landwirtschaft und ländliche Angelegenheiten, danach bis 1997 für Landwirtschaft, Tourismus und ländliche Angelegenheiten.
Im Anschluss war er von 1997 bis 2005 „Schatten“-Führer des Unterhauses (Shadow Leader of the House of Commons) und als solcher zugleich zwischen 1997 und 2001 Parlamentarischer Hauptgeschäftsführer (Chief Whip) der Liberal Democrats. Ferner fungierte Tyler von 1997 bis 1999 als Fraktionssprecher für Ernährung sowie zuletzt zwischen 2001 und 2005 als Sprecher der Fraktion der Liberal Democrats für Verfassungsreformen.

### Oberhausmitglied
Tyler verzichtete auf eine erneute Kandidatur bei den Unterhauswahlen am 5. Mai 2005 und wurde daraufhin durch ein Letters Patent als Life Peer mit dem Titel Baron Tyler, of Linkinhorne in the County of Cornwall, in den Adelsstand erhoben. Am 15. Juni 2005 folgte seine Einführung (Introduction) als Mitglied des House of Lords.
Während seiner Zugehörigkeit zum Oberhaus war Lord Tyler bisher zwischen 2006 und Mai 2010 Sprecher der Fraktion der Liberal Democrats für Verfassungsangelegenheiten. Zugleich war er von 2008 bis 2009 Sprecher seiner Fraktion für Umwelt, Ernährung und ländliche Angelegenheiten.
Lord Tyler, der zwischen 2005 und 2010 Direktor von Make Votes Count war, fungierte von 2005 und 2010 darüber hinaus als Deputy Lieutenant von Cornwall.